# Edvard Schiffauer
Tomáš Edvard Schiffauer (Ostrava (República Txeca), 26 de març, 1942, més conegut com a Edvard Schiffauer, és un compositor txec de música clàssica. És principalment un compositor de música per a teatre. A més, va compondre peces vocals com òperes, un oratori, una missa i altres, juntament amb música de cambra, com ara sonates, sonatines, un quartet de corda, peces per a un quintet de metalls, un octet de vent, un trio de corda, etc.

## Biografia
Edvard Schiffauer va néixer en una família de classe mitjana-alta educada. Tanmateix, la qualitat de vida de la família es va degradar després del cop d'estat comunista txecoslovac de 1948. El 1960, Schiffauer va començar els seus estudis a la Universitat Tècnica d'Ostrava, que va suspendre, però va completar el seu màster a l'Institut Pedagògic de la Universitat d'Ostrava el 1964. També va començar a estudiar composició musical a l'Acadèmia d'Arts Escèniques.
L'any 1961, Schiffauer i altres estudiants van establir el teatre "Divadélko Pod okapem" (Petit teatre sota el canal), que es va convertir en un equivalent ostravià del "Teatre Semafor", a Praga. A més, va participar en la fundació del teatre "Divadlo Waterloo" (Teatre de Waterloo) i va escriure la música del musical Syn Pluku (op. 3) (Fill del regiment) el 1968. Més tard, el Teatre de Waterloo va ser prohibit per les autoritats en l'era de la normalització a Txecoslovàquia i es va celebrar un judici a gran escala amb els implicats en el tribunal. Schiffauer va ser expulsat de l'Acadèmia d'Arts Escèniques i condemnat a nou mesos de presó com a conseqüència d'haver compost per al film Syn Pluku.
Va complir la seva condemna a la presó de Plzeň-Bory, on va escriure l'òpera infantil Vrať nám, ptáku, hastrmana (Torna'ns Hasterman, Ocell) amb l'autor Ivan Binar, el seu amic i posteriorment signatari de la Carta 77. Schiffauer estava emprat com a treballador i estava sent permanentment interrogat per la Policia de Seguretat de l'Estat durant l'era de la normalització. Aquesta experiència va ser resumida breument per Schiffauer en una entrevista publicada a YouTube el febrer de 2019.
Després de la revolució de vellut, a Schiffauer se li va permetre completar la seva formació universitària (Acadèmia Janáček de Música i Arts Escèniques) i es va poder dedicar plenament a la composició de música. Va ensenyar al Conservatori Janáček d'Ostrava i a la Universitat de Silèsia a Opava.

## Obres
| Número d'obra | Títol                                                          | Any       | Notes |
| ------------- | -------------------------------------------------------------- | --------- | --- |
| 1             | Agent 3,14159                                                  | 1969      | - Aquesta és música per a una obra de teatre. - Aquesta peça es va estrenar el 2 de desembre de 1969 al teatre de Waterloo. |
| 2             | Pamflets                                                       | 1969      | - Txec/original: Pamflety. Aquesta és una col·lecció de música i cançons escèniques. - Aquesta peça es va estrenar el 14 de gener de 1969 al Theatre Waterloo. |
| 3             | Fill del regiment                                              | 1969      | - Txec/original: Syn Pluku. - Aquest musical satíric va ser la causa de la detenció de Schiffauer el 1972. - Aquesta música es va estrenar l'1 d'abril de 1969 al Theatre Waterloo. |
| 4             | Missa de Nadal rural                                           | 1969      | - Txec/original: Venkovská Vánoční mše. - Paraules d'Ivan Binar. - Aquesta és una de les composicions més conegudes de Schiffauer. - Aquesta peça està inclosa en un CD anomenat "Vánoce" (Nadal) (el CD també conté l'op.17 i l'op.21) publicat l'any 1998. - Aquesta missa va ser estrenada a l'Església de Mokré Lazce per Kostelní sbor a orchestr v Mokrých Lazcích (Cor i orquestra de l'Església de Mokré Lazce). h/\|title=Venkovska vánoční mše, pro sm. cor, simfonia orquestra i l'arpa. \| musicbase.cz\|website=musicbase.cz}}</ref> - En cas contrari, aquesta composició es va interpretar a les esglésies de la República Txeca, Polònia, Eslovàquia i fins i tot els Països Baixos i Dinamarca. - Aquesta peça també es va publicar a YouTube. 5 |
| 5             | Torna'ns a Hasterman, ocell!                                   | 1973      | - Txec/original: Vrať nám, ptáku, hastrmana!. - Aquesta és una òpera per a nens. - Aquesta és una de les composicions més conegudes de Schiffauer. - Schiffauer va escriure l'argument d'aquesta òpera a la presó amb Ivan Binar. - Aquesta peça es va publicar en un CD autònom anomenat "Vrať nám, ptáku, hastrmana". - This opera was premiered on 4 September 2015 in the Puppet Theatre of Ostrava. - And under the title "Zob, Zob, Zoban!", this opera was premiered in the National Moravian-Silesian Theatre (in the Theatre of Antonín Dvořák), on 24 September 2017. Also, under the name of "Nøkkemannen Lucian", this opera was premiered in Norway in the Ringsaker Opera Theatre, in Ringsaker, on 29 May 2019.Listen to a part of this piece.     |
| 6             | Borma                                                          | 1975      | - Txec/original: Tease. - Escrit per a 3 cors mixtes i una capella. |
| 7             | Sneers                                                         | 1982      | - Txec/original: Taunts. - Escrit per a veu masculina i arpa. - Aquesta composició es va estrenar l'any 1982 en un festival anomenat "Hudební současnost" (Contemporaneitat musical), a Ostrava. |
| 8             | Taxes d'entrada a la tarda petita                              | 1983      | - Txec/original: Entrada nocturna petita. - Escrit per a un quartet de trompes franceses. |
| 9             | Sonata I per a violí i guitarra                                | 1984–1985 | – |
| 10            | Zoo Suite                                                      | 1984      | - Txec/original: Suite zoològica. - Escrit per a un quintet de metalls. - Aquesta suite es va estrenar l'any 1985 en un festival anomenat "Hudební současnost" (Contemporaneitat musical), a Ostrava. |
| 11            | Himne de Moràvia                                               | 1985      | - Txec/original: Himne de Moràvia. - Escrit per a catorze instruments de metall. |
| 12            | Sonatina I per a trompa i guitarra                             | 1985      | – |
| 13            | Dilatació Quartet de corda                                     | 1989      | – |
| 14            | Música per acompanyar vi blanc (millor si d'una bóta)          | 1992      | - Txec/original: Música per a vi blanc (Millor criança en bóta). - Aquesta composició es va incloure en un CD. |
| 15            | ...i les restes de les flors                                   | 1993      | - Txec/original: ...i la flor queda. - Escrit per a flauta, violoncel i piano. - A la mort de la mare de Schiffauer, Marta Schiffauerová, es va veure afectat pel dolor. Aquesta composició va ser, en certa manera, una sortida terapèutica per al dolor del compositor. El títol deriva del record de Schiffauer del funeral de la seva mare, en què el seu taüt estava adornat amb una flor, l'ornament final del seu taüt (i, per tant, de la seva existència) que va ser percebut pel compositor abans que se la enduessin cerimoniosamente. |
| 16            | Croada                                                         | 1994      | - Txec/original: Cruada. - Aquest és un oratori buffo escènic. |
| 17            | Cantant de Nadal a casa, o en un altre lloc                    | 1994      | - Txec/original: Cantant de Nadal a casa i en altres llocs. - Escrit per a cor mixt. - Aquesta col·lecció de nadales d'arreu del món editada per Schiffauer es va incloure en un CD anomenat "Vánoce" (Nadal) (el CD també conté l'op.4 i l'op.21) publicat l'any 1998. |
| 18            | Una llebre, una llebre!                                        | 1995      | - Txec/original: Llebre, llebre!. - Això és música per a teatre. |
| 19            | Ondras i Juras, Senyor de la Muntanya Calba                    | 1996      | - Txec/original: Ondras i Juras, Senyor de la Muntanya Calba. - Aquesta és una òpera tràgica. |
| 20            | Xuuxiuees                                                      | 1996      | - Txec/original: Xuxiueos. - Escrit per a veu femenina i un trio de corda. |
| 21            | Tres Petites Pastorelles de Nadal                              | 1997      | - Txec/original: Tres petites pastores de Nadal. - Escrit per a un octet de vent. - Aquestes tres peces es van incloure en un CD anomenat "Vánoce" (Nadal) (el CD també conté l'op.4 i l'op.17) publicat l'any 1998. |
| 22            | Enginyeses                                                     | 1998      | - Txec/original: Smarts. - Escrit per a 3 veus femenines i una cinta magnètica. |
| 23            | Cantant sobre Rusalka                                          | 1998      | - Txec/original: Cantant sobre la sirena. - Això és música per a teatre i per a la preparació musical. |
| 24            | Czardas per a tuba sol                                         | 1999      | – |
| 25            | Toccata pecadora, Preludi i Toccata per a orgue                | 1999      | - Txec/original: Sinful Toccata. |
| 26            | Nausicaa                                                       | 1999      | - Això és música per a teatre. |
| 27            | Sonatina II per a trompa i una orquestra d'estudiants          | 1999      | – |
| 28            | Retorns                                                        | 2000      | - Txec/original: Retorns. - Escrit per a solo bayan. |
| 29            | Paràfrasi sobre una cançó popular                              | 2000      | - Txec/original: Vols amb una cançó popular. - Escrit per a un trio vocal femení, viola i guitarra. |
| 30            | Imatges al Vernissage II, Música correctament al Vernissage II | 2001      | - Txec/original: Imatges per a l'obertura II, correctament Música per a l'obertura II. - Escrit per a arpa. |
| 31            | Cridar                                                         | 2002      | - Txec/original: Scream. - Escrit per a una orquestra de corda. |
| 32            | Fragment d'una sonata neobarroca                               | 2002      | - Txec/original: Fragment neubarokní sonáty. - Escrit per a orquestra de corda i violí. |
| 33            | Little Moravian Suite o Moravian Suitek                        | 2006      | - Txec/original: "Moravský Suitek". - Escrit per a un quartet de clarinets. - La "Suitek" és el nom d'una forma musical inventada per Schiffauer. El sufix "-ek" indica un diminutiu en txec. Per tant, "suitek" es tradueix aproximadament com "petita suite". |
| 34            | Pollastres                                                     | 2006      | - Txec/original: Slépky (una paraula dialectal per a gallines). - Escrit per a tres flautes, una orquestra de corda i un fuet. |
| 35            | La criada en problemes                                         | 2008      | - Txec/original: Komorná v nesnázích. - Escrit per a soprano i violí. |
| 36            | Cinc contra cinc                                               | 2020      | - Txec/original: Za pět na pět. - Escrit per a violoncel, piano i instruments de percussió. - Una marxa composta per dos moviments. |
| 37            | Pele Mele de tres flautes per a Fiala el conill                | 2021      | - Txec/original: Třífletnové pelemele pro králíka Fialu. - Escrit per a tres flautes i diversos instruments de percussió. - La composició es compon de sis moviments, cadascun d'ells homòleg d'un capítol d'un conte escrit per l'amic de Schiffauer, Ivan Binar, un antic reclus (que també va escriure, sobretot, l'argument de l'Op. 5), anomenat Králík Fiala (Fiala el conill). - Aquesta peça s'ha publicat a YouTube. Escolta aquesta obra. |
| 38            | Serenata transatlàntica                                        | 2020-2022 | - Txec/original: Serenáda transatlantická. - Escrit per a piano sol. - Composició col·laborativa amb Schiffauer, així com el seu besnet Jakub Edward Schiffauer Medraj i el seu germà Leopold Jiří Schiffauer, per la qual cada compositor va escriure una continuació, per molt que es considerés natural, sobre material escrit per un altre participant anteriorment. Això es va dur a terme el 2020-2021, els tres compositors s'envien mútuament les seves continuacions d'anada i tornada a través de l'oceà Atlàntic (d'aquí el títol). Més tard, el 2022, la totalitat de l'obra va ser revisada i modelada per Schiffauer Medraj, omplint buits, reordenant i afegint transicions més coherents segons un flux més natural de la música.                 |

### Dates desconegudes
| Títol                                                          | Notes |
| -------------------------------------------------------------- | --- |
| Però jo, jo...                                                 | - Txec/original: Ale já přece.... - Aquesta és una òpera grotesca fosca. |
| Com els troncs dels arbres                                     | - Txec/original: Jako kmeny stromů. - Escrit per a una orquestra simfònica. |
| Jotunheimen, Sonata II per a violoncel sol                     | – |
| Moravian Boy en una travessa a Sydney                          | - Txec/original: Kluk z Moravy na přechodu v Sydney. - Escrit per a piano sol. |
| Sobre l'amor amb nosaltres                                     | - Txec/original: O lásce u nás. - Escrit per a veu i piano. |
| Un conte d'amor, Fantasia en tres parts                        | - Txec/original: Pohádka o lásce, fantazie ve třech částech. - Aquesta peça va aparèixer en un CD publicat l'any 2011 anomenat "Música d'oboe txec i moràvia". - Aquesta composició va ser interpretada l'11 de gener de 2013 per l'oboista txeca Marlen Vavriková al recital de Madsen i va comptar amb l'assistència del pianista de la facultat de BYU Jeffrey Shumway. |
| Set variacions per a piano                                     | - Txec/original: Sedm variací pro klavír. |
| El príncep feliç                                               | - Txec/original: Št'astný princ. - Escrit per a dues veus femenines, recitació, violí i guitarra. - Música per al conte "Happy Prince" d'Oscar Wilde del seu llibre The Happy Prince and Other Tales |
| Monòleg de l'obra per a veu solista dels germans Mrštík Maryša | - Aquesta peça es va estrenar el 13 de novembre de 2019 a la Galeria, Academy of Performing Arts. |
| Brenpartija, Escenes de Slag Heap                              | - Txec/original: Brenpartija, o escenes de l'escòria. - Aquesta òpera es va estrenar el 26 de maig de 2009 a la Vítkovice Baixa. - Més tard, es va estrenar el 30 d'octubre de 2009 a la Komorní Scéna Aréna (Teatre de Cambra d'Aréna). |